# Günther Kessler

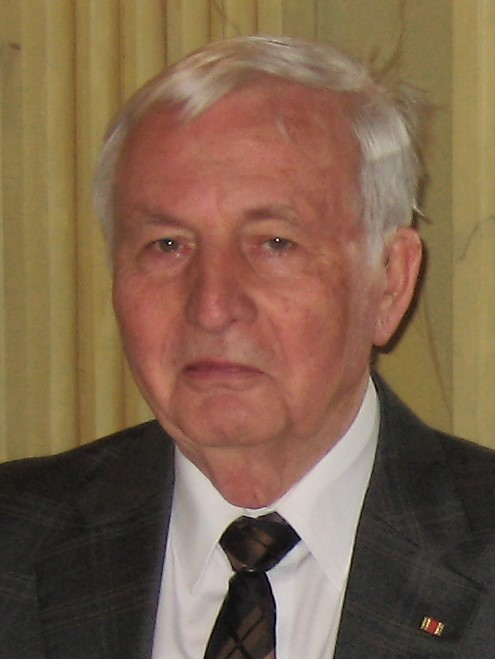
Günther Kessler

Günther Kessler (* 1. März 1934 in St. Ingbert, Deutschland) ist ein deutscher Ingenieur und Hochschullehrer.

## Leben
Günther Kessler studierte von 1958 bis 1962 Maschinenbau und Reaktortechnik an der RWTH Aachen und promovierte 1968 mit einem reaktorphysikalischen Thema an der TU Karlsruhe, heute Karlsruher Institut für Technologie (KIT).
Anschließend war er als Experimentalphysiker am gemeinsamen Forschungsprojekt SEFOR (United States Atomic Energy Commission, General Electric und KIT) in Fayetteville, USA, tätig. Nach seiner Rückkehr 1970 war er zunächst Mitglied der Karlsruher Projektleitung Schneller Brüter und wurde ab 1975 Leiter dieses Projektes am Kernforschungszentrum Karlsruhe, heute KIT. Diese Projektleitung war u. a. für die Koordinierung des baubegleitenden Forschungsprogrammes für den Brutreaktor mit schnellen Neutronen SNR-300 in Kalkar verantwortlich.
Nach einer Gastprofessur 1978 am Nuclear Engineering Department der Universität Wisconsin, USA, übernahm er 1979 die Leitung des Instituts für Neutronen Physik und Reaktortechnik am Kernforschungszentrum Karlsruhe. 1981 wurde er zum Honorarprofessor berufen.
Er war von 1985 bis 1999 Mitglied der deutschen Reaktor-Sicherheitskommission und zeitweise deren Vorsitzender.
Von 1981 bis 2008 wirkte er außerdem als European Associate Editor der wissenschaftlichen Zeitschriften Nuclear Technology und Nuclear Science and Engineering der American Nuclear Society (ANS). An der Tsinghua University, Beijing, hatte er von 1994 bis 1996 eine Gastprofessur in China.
Er ist verheiratet und hat eine Tochter.

## Preise und Auszeichnungen
- 1993 Membership Grade of Fellow of the American Nuclear Society for outstanding contributions to the advancement of nuclear science and engineering[5]
- 1994 Verdienstkreuz am Bande des Verdienstordens der Bundesrepublik Deutschland
- 1994 Ehrendoktor der Staatsuniversität Novosibirsk, Russland
- 2000 Award of the Institute of Nuclear Fusion of the Madrid Polytechnic University in recognition of the outstanding career in the field of nuclear science and engineering and the advancement of inertial fusion energy.
- 2003 Distinguished Service Award of the American Nuclear Society in recognition of exceptional service to the ANS community including his activities as European Associate editor for both Nuclear Science and Engineering and Nuclear Technology[6]

## Werke
- Günther Kessler: "Nuclear Fission Reactors, Potential Role and Risks of Converters and Breeders." Springer Verlag, Wien, New York, 1983, ISBN 978-3-7091-7622-1, auch Energoatomisdat Moscow, 1986 (russisch) (Online)
- Günther Kessler: "Proliferation-Proof Uranium/Plutonium Fuel Cycles, Safeguards and Non-Proliferation." KIT Scientific Publishing, Karlsruhe 2011, ISBN 978-3-86644-614-4, doi:10.5445/KSP/1000021572
- Günther Kessler: "Sustainable and Safe Nuclear Fission Energy, Technology and Safety of Fast and Thermal Nuclear Reactors." Springer Verlag, Berlin Heidelberg 2012, ISBN 978-3-642-11990-3 (Online)
- Günther Kessler et al.: "Sicherheit von Leichtwasserreaktoren, Risiken der Nukleartechnologie." Springer Vieweg Verlag Berlin Heidelberg 2012, ISBN 978-3-642-28381-9 (Online)
- Günther Kessler et al.: "The Risk of Nuclear Technology, Safety Concepts of Light Water Reactors." Springer Verlag, Heidelberg New York 2014, ISBN 978-3-642-55116-1 (Online)
- Günther Kessler: "Proliferation-Proof Uranium/Plutonium and Thorium/Uranium Fuel Cycles, Safeguards and Non-Proliferation. (2nd extended edition)", KIT Scientific Publishing, Karlsruhe 2017, ISBN 978-3-7315-0516-7, doi:10.5445/KSP/1000054131